# Ornithogalum sphaerocarpum
Ornithogalum sphaerocarpum A. Kern. je vrsta roda Ornithogalum L.

## Opšte karakteristike
Ornithogalum sphaerocarpum je višegodišnja zeljasta biljka sa lukovicom. Cvetna stabljika je zeleno-sivkasta, obično kruto uspravna, gola, visoka do 100 cm. Pet do sedam linearnih ili široko linearnih listova, dugih do 40 cm, je postavljeno prizemno. Listovi su ravni ili užlebljeni, sivozeleni, široki do 2,5 cm. U vreme cvetanja su i dalje zeleni ili sasušenih vrhova. Lukovica je jajasta, pojedinačna ili sa nekoliko bočnih lukovica, duga do 6 cm, sa mrkom tunikom. Cvast je valjkasta, rastresita, duga do 20 cm. U početku je konično zbijena. Sastoji se od do 100 cvetova. Brakteje su lancetaste, pri osnovi široke, sa istaknutim nervima, a na vrhu šiljate, duge do 12 mm. Cvetne drške su sa pupoljcima upravljene na gore, u vreme cvetanja biljke štrče horizontalno, a u vreme plodonošenja su ponovo uspravne. Duge su do 2,5 cm, a dva ili tri puta duže od brakteja. Cvetovi su zvezdasto otvoreni, do 3 cm u prečniku. Listići perigona su na licu zelenkasto beli, bez žućkaste nijasne, a sa leđne strane sa zelenom uzdužnom središnjom prugom, koja nije jasno ograničena. Dugi su do 12 mm, lancetasti, po precvetavanju su uvijeni i međusobno spojeni. Prašnički konci su beličasti, lancetasti, duži od polovine perigona, ali ga ne nadvisuju. Antere su bledo žute. Plodnik je skoro loptast, trook, na poprečnom preseku okrugao, tupo trouglast. Stubić je dug do 4 mm, beličast i končast, dug kao plodnik ili duži. Čaura je loptasta ili jajasta, duga do 11 mm, a široka do 9 mm. Ima tri komore, a na vrhu je odsečena, malo udubljena ili ravna, bez šiljka ili sa jako malim šiljkom. Seme je crno, dugo do 4 mm, uglasto. Cveta u junu i julu. Utvrđen je broj hromozoma 2n = 16.

## Stanište i rasprostranjenje
Ornithogalum sphaerocarpum raste na proplancima ili na ivici šuma, u centralnoj Evropi i na Balkanskom poluostrvu.  

## Spoljašnje veze
- The Euro+Med PlantBase - the information resource for Euro-Mediterranean plant diversity
- Tropicos